# Social Commerce
Unter Social Commerce (Empfehlungshandel, oder auch Social Shopping) wird eine konkrete Ausprägung des elektronischen Handels (bzw. Electronic Commerce) verstanden, bei der die aktive Beteiligung der Kunden und die persönliche Beziehung sowie die Kommunikation der Kunden untereinander im Vordergrund stehen. Die verwendeten Systeme sind der Sozialen Software zuzurechnen. Als zentral können Beteiligungen der Kunden am Design, Verkauf und/oder Marketing, z. B. über Kaufempfehlungen oder Kommentare anderer Kunden (Recommendation) gesehen werden. Dies geschieht z. B., indem Kunden Einkaufslisten mit Lieblingsangeboten in ihren Blogs veröffentlichen. Der Begriff wurde Ende des Jahres 2005 von Steve Rubel (in der Jahresvorschau 2006 seines Weblogs) geprägt.
Ein anderes Beispiel sind Social-Commerce-Portale wie Mydealz, auf denen Händler und Produkte bewertet werden können. Auf diese Weise wird anderen Nutzern Hilfestellung bei der Suche nach Produkten und Dienstleistungen gegeben. Erste Elemente von Social-Commerce-Portalen können schon seit mehreren Jahren im Bereich Online-Shopping wie bei eBay (Bewertung der Käufer- und Verkäufer durch die jeweiligen Gegenüber) oder Amazon.com (Buch-Bewertungssystem durch Käufer, Recommendation Engines) gesehen werden. Ein Begriff, der sich für diese (direkte oder indirekte) gegenseitige Hilfe bei Auswahlprozessen eingebürgert hat, ist Soziale Navigation (Social Navigation).
Darüber hinaus ist es auch ein Kennzeichen des Social Commerce, dass man selbst Produkte gestalten und über Shopsysteme auf privaten Websites vertreiben kann. Nahezu alle notwendigen Funktionen (wie z. B. Lagerhaltung, Produktion, Versand, Zahlungsabwicklung etc.) werden vom Anbieter übernommen und die Nutzer müssen lediglich die Motive und Art der Merchandisingartikel selbst festlegen. Die Betreiber der Shops übernehmen hier die eigentliche Aufgabe des Produktdesigns, der Anbieter stellt im Hintergrund nur noch Produktions- und Logistikkapazitäten zur Verfügung. Dabei handelt es sich um eine Form der individualisierten Massenfertigung.